# Peter Pietras
Peter Paul Pietras (21 de abril de 1908 , Trenton, Nueva Jersey - abril de 1993, Nueva Jersey) fue un jugador de fútbol estadounidense.

## Selección nacional
Jugó por la selección estadounidense con 3 partidos y jugó 1 Mundial en 1934. Pietras disputó el partido clasificatorio al Mundial de 1934 ante México en Roma, donde fue victoria por 4-2, y participó en la derrota en primera fase ante Italia por 1-7 en el Mundial de aquel año. También formó parte de la selección estadounidense en los Juegos Olímpicos de Berlín 1936.

### Participaciones en Juegos Olímpicos
| Torneo                   | Sede   | Resultado        |
| ------------------------ | ------ | ---------------- |
| Juegos Olímpicos de 1936 | Berlín | Octavos de final |

### Participaciones en Copas del Mundo
| Mundial                        | Sede   | Resultado    |
| ------------------------------ | ------ | ------------ |
| Copa Mundial de Fútbol de 1934 | Italia | Primera fase |

## Clubes
| Club                          | País           | Año         |
| ----------------------------- | -------------- | ----------- |
| Philadelphia German-Americans | Estados Unidos | 1933 - 1938 |